# Lakuna
Lakuna (latinsko lacuna – luknja, jama, izguba) je vrzel v rokopisu, napisu, besedilu, sliki ali skladbi.

## Neželene lakune
Neželene lakune pogosto nastanejo zaradi staranja in propadanja materiala, na katerem se neko umetniško delo nahaja, bodisi da papir preperi ali se kako drugače poškoduje ali da se na primer lesena ali kamnita plošča (lahko tudi blok ali steber) odkruši kot rezultat vremenskih neprilik ali celo vandalizma. Palimpsesti so bili še posebej podvrženi uničevanju vsebine.
Pri rekonstrukciji je nujno potrebno upoštevati kontekst z ohranjeno vsebino in primerjati druge ohranjene različice dela, v kolikor obstajajo. V tiskanih prepisih se lakune običajno označijo s tremi pikami v oglatih oklepajih.

### Primeri
- Na islandskem Codexu Regiusu, ki vsebuje veliko staronordijskih pesmi, se nahaja tako imenovana Velika lakuna, ki obsega 8 strani in bi sicer vsebovala dva dela dveh pesmi.
- Evangelij po Judu Iškarijotu, ki obstaja samo v enem prepisu v koptščini, je znan po številnih lakunah. Vrstice 41–43 v slovenskem prevodu izgledajo takole:
Jezus [jim] je rekel: »Nehajte žrt[vovati ...] ki ste jih [...] na oltar, saj so oni nad zvezdami in vsemi vašimi angeli in so tako že prispeli na svoj cilj. Zato naj bodo [zapeljani] pred vami in naj gredo [manjka okoli 15 vrstic] vsi [...]. Pek ne more nahraniti vseh, ki živijo pod [Soncem]. In [...] jim [...] in [...] nam in [...]. Jezus jim je rekel: »Nehajte se mi upirat. Vsak od vas ima svojo zvezdo in vsak [manjka okoli 17 vrstic] v [...], ki je prišel [...] drevesa [...] tega sveta [...] saj čas [...], toda prišel je k vodi Božjega Raja in k njim, ki bodo živeli večno, saj ne [bodo] omadeževali njihovih življenj, temveč [...] za vso večnost.«[1]
- Leta 1992 so v Miljah na avstrijskem Koroškem odkopali kos nagrobnika karantanskega vojvode Domicijana Koroškega, za katerega je do odkritja te najdbe veljalo, da je mitski vladar, nagrobnik pa je njegov zgodovinski obstoj dokončno dokazal. Močno poškodovan latinski napis z manjkajočimi lakunami je rekonstruiral arheolog Franz Glaser:
[+ HIC QUIES]CIT D[OMI]CIA
[NUS DUX QUI K]AROLI IMP
[TEMPORIBUS PA]GANITA
[TEM DEVICIT ET POPULUM]
[AD FIDEM CONVERTIT][2]

## Želene lakune
Želene (predvidene) lakune se pogosto uporabljajo v šolah, kjer so na primer v delovnih zvezkih puščena prazna mesta v povedih, ki naj jih učenec zapolni z ustrezno besedo. Drug primer želenih lakun je uporaba v uradnih dokumentih, kjer mora stranka na prazna mesta vnesti svoje osebne podatke. Še en primer so uganke, kakršna je dopolnjevanka. Ta je sestavljena iz več besed, ki so sicer brez medsebojnega konteksta, pri vsaki pa manjka po več zaporednih črk. Sestava manjkajočih črk skupaj da novo geslo.

### Primeri
- Ergänze folgende Sätze:
Der Triglav ist der ____________ Gipfel Sloweniens.[3]
- ZAPISNIK PRED POROKO
Ženin ________________________________________________
vera ______________ stan ____________ poklic _____________[4]
- DOPOLNJEVANKA
NERAZ P O L OŽENOST
KINOPRO J E K TOR
PRI D O B ITNIŠTVO
ELEKTR O T E HNIKA
KEM B E L J ČEK
J U B I L ANTKA
Rešitev: P O L J E, K D O  B O  T E B E  L J U B I L?[5]